# R (software)
R è un linguaggio di programmazione specifico per la statistica e la grafica computazionali, sostenuto dalla R Core Team e dalla R Foundation for Statistical Computing. Fu creato dal matematico e statistico canadese Robert Gentleman e dallo statistico neozelandese Ross Ihaka ed è usato per l'analisi statistica dei dati in molti settori, tra cui l'econometria, la finanza, la ricerca biomedica e l'epidemiologia.

## Descrizione
È un software libero in quanto viene distribuito con la licenza GNU GPL, ed è disponibile per diversi sistemi operativi (ad esempio Unix, GNU/Linux, macOS, Microsoft Windows). Il suo linguaggio orientato agli oggetti deriva direttamente dal pacchetto S il quale è distribuito con una licenza non open source e sviluppato da John Chambers e altri presso i Bell Laboratories.
Dalla metà del 1997 si è aggiunto ai due sviluppatori iniziali un gruppo di programmatori (tra cui John Chambers) con diritti di scrittura sul progetto.
Ad ottobre 2014 il TIOBE Programming Community Index posiziona R al 15º posto.
La sua popolarità è dovuta anche all'ampia disponibilità di moduli distribuiti con la licenza GPL e organizzati in un apposito sito, Comprehensive R Archive Network (CRAN), in analogia a CTAN e CPAN.
Tramite questi moduli è possibile estendere di molto le capacità del programma. Per dare un'idea si consideri che, oltre alle molte funzioni statistiche aggiuntive, esistono moduli che permettono la comunicazione con database (sia con driver specifici che tramite connessioni ODBC) o con sistemi informativi geografici come ad esempio GRASS GIS.
Anche se il linguaggio è fornito con un'interfaccia a riga di comando, sono disponibili diverse interfacce grafiche che consentono di integrare R con diversi pacchetti tra cui Emacs tramite Emacs-mode ESS (Emacs Speaks Statistics), anche se l'interfaccia più utilizzata è RStudio.
Nell'ambito del progetto fin dal 2001 venne pubblicata R News, una rivista elettronica a cadenza irregolare (da due fino a 5 edizioni annue) riguardante l'utilizzo di moduli o l'applicazione di R per alcuni problemi di statistica applicata. Da maggio 2009 R News è stata sostituita dal più ampio The R Journal.

## Cronologia delle versioni
I cambiamenti apportati da ciascuna nuova versione di R sono riportati su CRAN. In seguito sono riportati alcuni dei cambiamenti principali.
| Versione | Data       | Descrizione |
| -------- | ---------- | --- |
| 0.16     |            | Ultima versione alfa, sviluppata principalmente da Ihaka e Gentleman.                                                                         |
| 0.49     | 1997-04-23 | Prima versione disponibile su CRAN. |
| 0.60     | 1997-12-05 | R diventa parte ufficiale dello GNU Project.                                                                                                  |
| 0.65.1   | 1999-10-07 | Introduzioni di funzioni per scaricare e installare pacchetti da CRAN.                                                                        |
| 1.0      | 2000-02-29 | Considerata dagli sviluppatori sufficientemente stabile per l'uso esterno.                                                                    |
| 1.4      | 2001-12-19 | Introduzione di metodi S4. |
| 2.0      | 2004-10-04 | Introduzione del lazy loading, che consente di caricare dati velocemente con ridotto dispendio di memoria di sistema.                         |
| 2.1      | 2005-04-18 | Uso della codifica UTF-8 e inizio dell'internazionalizzazione and localizzazione in lingue diverse dall'inglese.                              |
| 3.0.0    | 2013-04-03 | Possibilità di usare valori di indici numerici ≥231 in sistemi a 64 bit.                                                                      |
| 4.0.0    | 2020-04-24 | R non converte più automaticamente le stringhe in fattori.                                                                                    |
| 4.1.0    | 2021-05-18 | Introduzione di \|> come operatore pipe (simile all'operatore %>% del pacchetto magrittr) e l'abbreviazione \(x) x+1 per la funzione anonima. |
| 4.2.0    | 2022-04-22 | |
| 4.3.0    | 2023-04-21 | |
| 4.4.0    | 2024-04-24 | |